# Rudolf-Christoph Freiherr von Gersdorff
Rudolf-Christoph Freiherr von Gersdorff (Lüben, 27 de março de 1905 — Munique, 27 de janeiro, 1980) foi um oficial do exército alemão que no dia 21 de marco de 1943 participou de uma tentativa frustrada de matar Adolf Hitler e a alta cúpula nazista. Era encarregado de administrar um armazém, em Berlim, de armas apreendidas do exército soviético. Tentou se aproveitar de uma visita de Hitler e da alta cúpula nazista equipando-se com um cinturão com 5 kg de explosivos, mas devido à saída prematura de Hitler do armazém a tentativa de ataque foi frustrada. Desesperado, Gersdorff tentou mantê-los no armazém, porém não foi possível. Tendo, em seguida, corrido a um banheiro para desativar a bomba.
Chegou a participar de outras diversas tentativas de assassinato de Hitler, mas todas fracassadas. Foi o responsável por conseguir os detonadores e os explosivos usados no Atentado de 20 de Julho retratado no filme Operação Valquíria.
Após a guerra recebeu várias condecorações por ter tentado ativamente acabar com o regime nazista. 